# Шер, Пола
По́ла Шер (англ. Paula Scher; род. 6 октября 1948, Вашингтон, США) — американский графический дизайнер, художница и преподавательница дизайна, первая женщина-партнёр в истории дизайнерского бюро Pentagram.

## Карьера
В 1970 году Пола Шер получила степень бакалавра в Школе искусств и архитектуры Тайлера при Университете Темпл в штате Пенсильвания. После выпуска она переехала в Нью-Йорк и устроилась художником-оформителем детских книг в издательство Random House. Через несколько лет Шер продолжила свою карьеру в музыкальной индустрии, разрабатывая обложки пластинок и рекламу для CBS Records и затем для лейбла-конкурента Atlantic, где в 1973 году стала арт-директором. Вскоре она вернулась в компанию CBS на должность арт-директора отдела музыкальных обложек на Восточном побережье, которую занимала с 1974 по 1982 год. Под её руководством ежегодно создавалось до 150 обложек для альбомов таких разных направлений, как Boston рок-группы Boston, Poulenc Stravinsky Леонарда Бернстайна и Sakura: Japanese Melodies for Flute and Harp Жан-Пьера Рампаля и Лили Ласкин. Проекты Шер четырежды номинировали на премию «Грэмми» в категории «Лучшее оформление альбома».
После ухода из CBS Records Шер начала работать на себя, занявшись типографикой под влиянием ар-деко и конструктивизма. В 1984 году вместе с другим выпускником Тайлера Терри Коппелем она основала дизайнерскую студию Koppel & Scher. В начале 1990-х их компания пострадала из-за рецессии, и партнёры решили разойтись. Коппель занял должность креативного директора журнала Esquire, а Шер в 1991 году присоединилась к именитой мультидисциплинарной студии Pentagram, став первой женщиной среди партнёров бюро. С 1992 года она начала преподавать дизайн в нью-йоркской Школе изобразительных искусств.
В Pentagram Шер занялась дизайном среды и разработкой айдентики для крупных компаний. В число наиболее масштабных и известных её проектов вошли фирменный стиль для Публичного театра (1994), логотип конгломерата Citigroup (1998), корпоративный стиль «Метрополитен-оперы» (2006), айдентика «Нью-Йорк Сити балет» (2008), Нью-Йоркского филармонического оркестра и Музея современного искусства (2009), а также логотип Windows 8 для корпорации Microsoft (2012). Кроме того, среди её клиентов были компании Tiffany & Co., «Кока-Кола» и The Walt Disney Company, парк Хай-Лайн, журналы «Нью-Йорк таймс» и GQ. В 2006 году в Нью-Йорке состоялась её первая персональная выставка в качестве художницы. В 2011 году она опубликовала собрание своих художественных произведений в книге Maps (с англ. — «Карты»). Её работы представлены в коллекциях Музея современного искусства в Нью-Йорке, Библиотеки Конгресса в Вашингтоне, Музея дизайна в Цюрихе и Центра Жоржа Помпиду в Париже. За свою многолетнюю карьеру она получила свыше 300 наград как от американских, так и от международных профессиональных ассоциаций в сфере дизайна.
С 2006 по 2015 год Шер была членом Комиссии по общественному дизайну города Нью-Йорка (англ. Public Design Commission of the City of New York).
В 2017 году она стала героиней 1-го сезона документального сериала Netflix «Абстракция: Искусство дизайна».

## Личная жизнь
В 1973 году Пола Шер вышла замуж за американского дизайнера Сеймура Кваста, но через пять лет пара развелась. В 1989 году они поженились повторно.

## Избранные работы

«Ситигруп», 1998
Tiffany & Co., 2003
«Метрополитен-опера», 2006
Нью-Йоркский филармонический оркестр, 2009
Windows 8, 2012

## Публикации
- Scher, Paula. Make It Bigger. — New York: Princeton Architectural Press[англ.], 2002. — 256 с. — ISBN 978-1568983325.
- Scher, Paula. Maps. — New York: Princeton Architectural Press, 2011. — 144 с. — ISBN 978-1616890339.
- Scher, Paula. Twenty-Five Years at the Public, A Love Story. — New York: Princeton Architectural Press, 2020. — 256 с. — ISBN 978-1616898649.